# Hattenville
Hattenville ist eine französische Gemeinde mit 707 Einwohnern (Stand: 1. Januar 2022) im Département Seine-Maritime in der Region Normandie. Sie Teil des Kantons Saint-Valery-en-Caux (bis 2015: Kanton Fauville-en-Caux).

## Geographie
Hattenville liegt etwa 36 Kilometer nordöstlich von Le Havre im Pays de Caux. Umgeben wird Hattenville von den Nachbargemeinden Trémauville und Ypreville-Biville im Norden, Terres-de-Caux im Osten, Yébleron im Süden, Rouville im Westen und Südwesten sowie Tocqueville-les-Murs im Nordwesten.

## Bevölkerung
| Bevölkerungsentwicklung   | Bevölkerungsentwicklung | Bevölkerungsentwicklung | Bevölkerungsentwicklung | Bevölkerungsentwicklung | Bevölkerungsentwicklung | Bevölkerungsentwicklung | Bevölkerungsentwicklung | Bevölkerungsentwicklung |
| ------------------------- | ----------------------- | ----------------------- | ----------------------- | ----------------------- | ----------------------- | ----------------------- | ----------------------- | ----------------------- |
| Jahr                      | 1962                    | 1968                    | 1975                    | 1982                    | 1990                    | 1999                    | 2006                    | 2013                    |
| Einwohner                 | 459                     | 409                     | 325                     | 419                     | 468                     | 552                     | 653                     | 693                     |
| Quelle: Cassini und INSEE |                         |                         |                         |                         |                         |                         |                         |                         |

## Sehenswürdigkeiten
- Kirche Saint-Pierre aus dem 11. Jahrhundert, Umbauten aus dem 15./16. Jahrhundert
- Schloss aus dem 17. Jahrhundert
- steinernes Wegekreuz aus dem 14. Jahrhundert, Monument historique

## Trivia
Paul Cézanne (1839–1906) fertigte hier das Bild Ferme normande, été à Hattenville 1882.